# Herbert Major

Herbert Major mit seiner Ehefrau Eleonore

Herbert Major (* 9. Juni 1910 in Plauen im Vogtland; † 27. September 2009 in Hüde) war ein deutscher Autor und Heimatforscher, der in Diepholz (Landkreis Diepholz, Niedersachsen) gelebt und gearbeitet hat. Sein Schwerpunkt waren Veröffentlichungen zu Diepholzer Themen.

## Leben
Er war von 1962 bis 1975 Rektor der Realschule in Diepholz.
Neben und vor allem nach seiner Berufstätigkeit als Pädagoge im niedersächsischen Schuldienst war er von 1974 bis 1999 ehrenamtlicher Leiter des Stadtarchivs der Stadt Diepholz.

## Werke
- 75 Jahre Mittel-, Realschule Diepholz. Selbstverlag Mittel-/Realschule Diepholz, Diepholz 1975
- (Bearb./Hrsg.) zusammen mit Emil Johannes Guttzeit: Das Bürgerbuch der Stadt Diepholz: 1788–1851. Stadt Diepholz, Diepholz 1979
- Ein Genie der Nächstenliebe: Dr. jur. Frieda Duensing, Bahnbrecherin und Begründerin der Jugendfürsorge in Deutschland. Schröder, Diepholz 1985, ISBN 3-89728-121-X
- Die Ehrenbürger des Fleckens bzw. der Stadt Diepholz. (Hrsg.: Stadtarchiv u. Stadt Diepholz), Diepholz 1987
- Zur Erinnerung an Dr. rer. nat. Fritz Klatte, Wegbereiter des Kunststoff-Zeitalters. Selbstverlag der Plast- u. Schaumtechnik, Diepholz 1989
- zusammen mit Detlef Wulfetange: Aus der Diepholzer Münzgeschichte. Selbstverlag Kreissparkasse Grafschaft Diepholz, Diepholz 1990
- zusammen mit Falk Liebezeit: Auf den Spuren jüdischer Geschichte in Diepholz. Mit vollständigem Verzeichnis der Mitglieder der jüdischen Gemeinde in Diepholz. Schröderscher Buchverlag, Diepholz 1999, ISBN 3-89728-123-6
- Die Ehrenbürger des Fleckens bzw. der Stadt Diepholz. Schröderscher Buchverlag, Diepholz 2006, ISBN 3-89728-124-4

## Auszeichnungen
- 1999 Ehrenbürger der Stadt Diepholz für hervorragende und herausragende Verdienste